# Hilara vistula
Hilara vistula är en tvåvingeart som beskrevs av Niesiolowski 1991. Hilara vistula ingår i släktet Hilara och familjen dansflugor. Inga underarter finns listade i Catalogue of Life.